# Opactwo Saint Savin sur Gartempe
Opactwo Saint-Savin-sur-Gartempe – opactwo w departamencie Vienne, w miejscowości Saint-Savin. Wpisane na Listę Światowego Dziedzictwa UNESCO w 1990. 

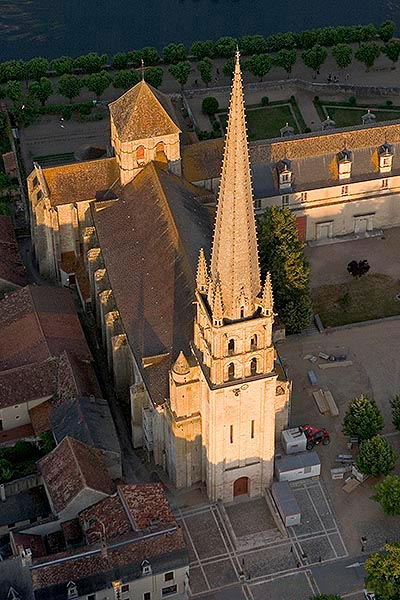
Widok z lotu ptaka na kościół klasztorny

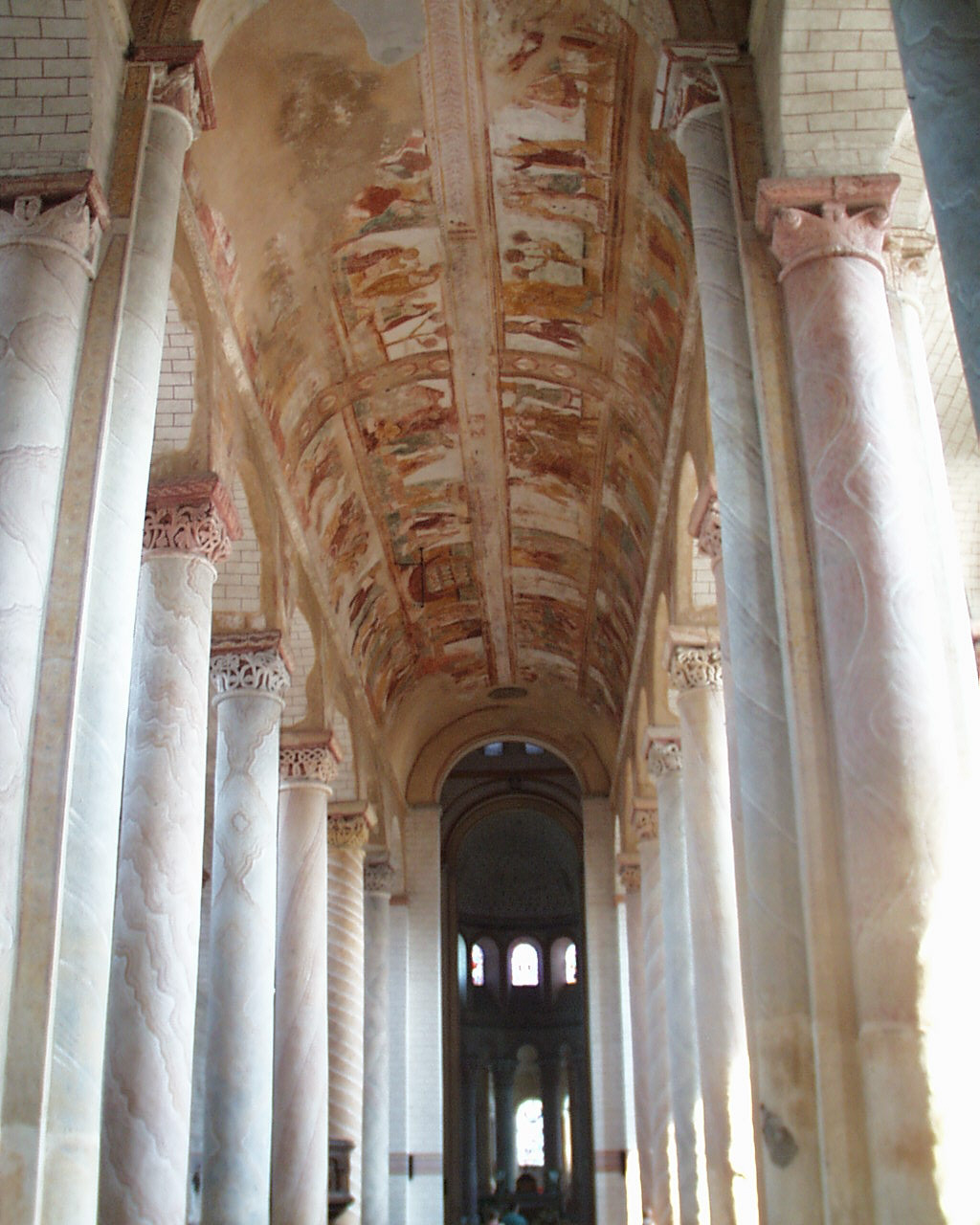
Nawa główna kościoła

## Historia
Dokumenty związane z fundacją opactwa nie zachowały się do naszych czasów. Według tradycji założycielami wspólnoty byli bracia Savin i Cyprian, którzy uciekając przed prześladowaniami w Macedonii osiedlili się w końcu nad brzegiem Gartempe, gdzie zostali schwytani i straceni przez ścięcie głowy. W trzysta lat później szczątki obu męczenników zostały odnalezione w pobliżu miejsca ich kaźni; w miejscu tym Karol Wielki ufundował nową wspólnotę według reguły benedyktyńskiej. W IX wieku istniał kościół klasztorny. 
W 1010 hrabina Poitou Aumoda przekazała zakonnikom dotację, która pozwoliła na rozbudowę kompleksu klasztornego, trwającą przez XI wiek. Kolejna rozbudowa, w wieku XIII, została sfinansowana przez Alfonsa de Poitiers, brata króla Francji Ludwika Świętego. W czasie wojny stuletniej opactwo zostało zdewastowane, a kolejne straty poniosło w czasie wojen religijnych. W latach 1562 i 1568 hugenoci spalili drewniany wystrój wnętrza. Po ustaleniu świeckiego zarządu nad opactwem, w XVII wieku, nowi zarządcy majątku nakazali rozbiórkę części dwunasto- i trzynastowiecznych zabudowań, aby sprzedać pochodzące z nich cegły. W 1611 Henri de Neuchèze zamienił klasztor w prywatną rezydencję, którą musiał opuścić dopiero za sprawą osobistej interwencji Ludwika XIII w 1640. 
W latach 1640–1692 nowi zakonnicy przeprowadzili gruntowną restaurację budynku oraz zadbali o nowe wyposażenie kompleksu. W czasie wielkiej rewolucji francuskiej klasztor pełnił funkcje szkoły, posterunku żandarmerii oraz teatru. 
Od lat 30. XIX wieku prowadzone były prace restauracyjne. Impulsem dla ich rozpoczęcia było odkrycie przez prefekta departamentu imponującego zespołu fresków przykrytych białym wapnem. W 1849 obiekt został ostatecznie uratowany od ruiny, jednak prace remontowe nadal są prowadzone, przede wszystkim w celu ochrony sklepień i nowych, sukcesywnie odkrywanych fresków. 

## Architektura
Zespół opactwa datuje się na XI wiek, przy czym prace dekoracyjne i wykończeniowe najprawdopodobniej trwały jeszcze na początku XII stulecia. Najlepiej zachował się klasztorny kościół. Jest to kościół halowy. Jest on orientowany, wzniesiony na planie krzyża łacińskiego, o długości 76 metrów i szerokości 77. Kościół jest trójnawowy, z transeptem, szeregiem dostawionych kaplic (Maryi Dziewicy, św. Marcina, Wszystkich Świętych) oraz absydą. Całość wspiera 11 potężnych piętnastometrowych kolumn. Wyposażenie wnętrza pochodzi z późniejszych epok. Witraże w półkolistych, położonych tylko na jednym poziomie (wyłączając wieże) oknach powstały w XIX wieku, w czasie konserwacji opactwa, podobnie jak obraz olejny przedstawiający zdjęcie Chrystusa z krzyża oraz ambona. Pod kościołem znajdują się obszerne podziemia, w których przechowywane są szczątki założycieli opactwa. Obiekt jest dwuwieżowy - posiada prostokątną romańską wieżę położoną ponad skrzyżowaniem nawy z transeptem oraz wzniesioną w czasie dziewiętnastowiecznej konserwacji iglicę. Całość, zgodnie z zasadami budownictwa romańskiego, opiera się na masywnych murach oraz nielicznych przyporach. Konserwacja w XIX wieku zasadniczo nie zmieniła formy obiektu, wyłączając fasadę, obecnie zdominowaną przez wieżę łączącą elementy romańskie i gotyckie. 
Z kościołem klasztornym połączony jest zbudowany na planie prostokąta dwupiętrowy gmach klasztorny, odbudowany w XIX i obecnie pozbawiony pierwotnych cech stylowych. 

## Freski
Kościół jest rzadkim przykładem architektonicznego współgrania monumentalizmu budowli oraz dekoracji malarskiej (XII–XIII wiek). Freski reprezentują typową sztukę średniowieczną o tematyce religijnej, z użyciem minimalnej skali barw: czerwonego, zielonego, niebieskiego, żółtego oraz czarnego. 
Bogactwo dekoracji pokrywających beczkowe sklepienie nawy o powierzchni 412 m² sprawiło, że obiekt zyskał przydomek "romańskiej Kaplicy Sykstyńskiej". 
Sklepienie pokrywa cykl obrazów o tematyce starotestamentowej, z ksiąg Rodzaju i Wyjścia. Sceny, uszeregowane kolejno, przedziela centralnie fryz. 
Kolejne freski przedstawiają:
- Stworzenie świata
- Grzech pierworodny
- Zabójstwo Abla
- Arkę Noego
- Wieżę Babel
- Powołanie Abrahama
- Rozstanie Abrahama i Lota
- Józefa i jego braci
- Przejście przez Morze Czerwone
- Otrzymanie tablic z przykazaniami

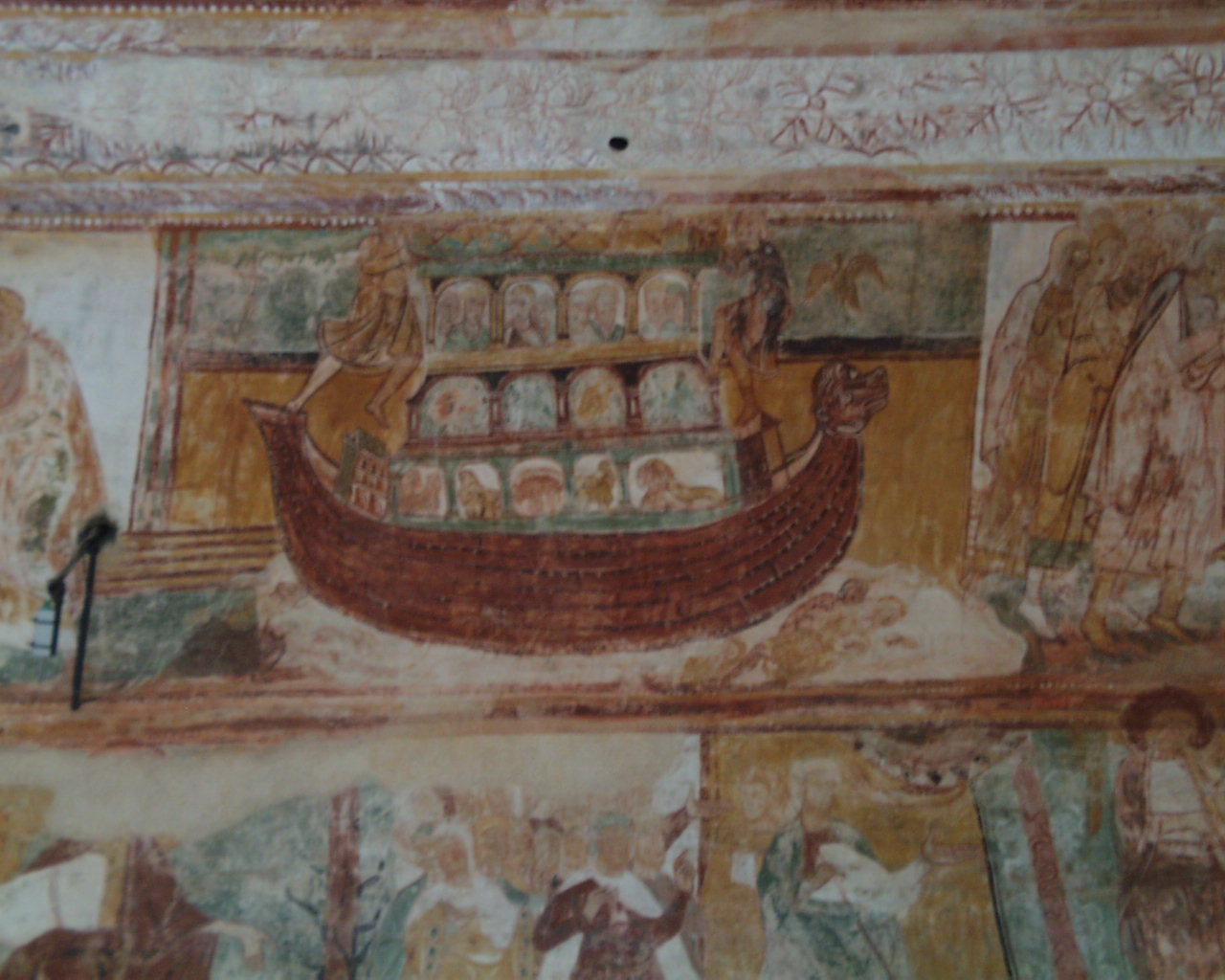
Arka Noego - fragment fresku na sklepieniu kościoła

Dekorację malarską posiadają także same kolumny oraz ich głowice; tu przeważają motywy roślinne i zwierzęce. W nakrytej podobnym sklepieniem krypcie pod kościołem na ścianach wyobrażone zostały sceny z życia Cypriana i Savina.